# 암파로 노게라
암파로 노게라(Amparo Noguera, 1965년 3월 6일 ~ )는 칠레의 배우이다.

## 출연 작품
- 프리즌 브레이커스 (2020)
- 망각의 시 (2017)
- 판타스틱 우먼 (2017)
- 네루다 (2016)
- 오로라 (2014)
- 도그 플래쉬 (2012)
- 포스트 모템 (2010)
- 비밀 (2008)
- 토니 마네로 (2008)
- 라 비다 메 마타 (2007)
- 하트 라디오 쇼 (2007)
- 시골에서의 나날들 (2004)